# 8111 Hoepli
A 8111 Hoepli (ideiglenes jelöléssel 1995 GE) a Naprendszer kisbolygóövében található aszteroida. A. Testa és V. Giuliani fedezte fel 1995. április 2-án.